# Osiek (powiat oławski)
Osiek (niem. Hennersdorf) – wieś w Polsce położona w województwie dolnośląskim, w powiecie oławskim, w gminie Oława.
Ludność wynosiła 572 osoby według rejestru 31 grudnia 2017. Obszar – 1.126,73 ha.

## Podział administracyjny
W latach 1975–1998 miejscowość należała administracyjnie do województwa wrocławskiego.

## Krótki opis
Dominuje rolnictwo. We wsi istnieje Szkoła Podstawowa im. Karola Wojtyły. Działa również klub sportowy „Korona” Osiek (lata: 2002-2006, B-klasa, grupa: Wrocław VII). Według danych z 2016 we wsi Osiek działała 1 biblioteka/filia publiczna posiadająca księgozbiór liczący 9 120 wolumenów.

## Historia
Pierwsze wzmianki o miejscowości pochodzą z XII wieku. Po spustoszeniu okolicy przez Mongołów w XIII w., wieś zaczęto zasiedlać osadnikami z Frankonii. Przed II wojną światową działała tu m.in. fabryka żarówek. Po wojnie wieś została zasiedlona głównie przymusowymi polskimi wysiedleńcami zza Buga.

## Zabytki
Do wojewódzkiego rejestru zabytków wpisany jest:
- kościół rzymskokatolicki parafialny pw. św. Marii Magdaleny; gotycko-barokowy z 1540 r., przebudowany z 1685 r., rozbudowany w 1755 r. Z okresu gotyku zachowała się 35-metrowa wieża, natomiast barokowy jest korpus nawowy, ołtarze i wyposażenie. W świątyni tej znajduje się gotycki portal i epitafia kamienne z pierwszej połowy XVII w. Do ciekawszych elementów wyposażenia należą złocone lichtarze oraz kielichy z roku 1775 i 1837. Kościół należy do parafii św. Marii Magdaleny[8].

Inne zabytki:
- kilkanaście krzyży i kapliczek przydrożnych w miejscowości oraz na okolicznych polach